# Youssouf Touré
Youssouf Touré (Saint-Denis, 14 marzo 1986) è un calciatore francese con cittadinanza ivoriana, attaccante del Fréjus St-Raphaël.

## Carriera
Ha giocato nella seconda divisione francese e nella massima serie vietnamita.